# Табулевич, Галина Александровна
Гали́на Алекса́ндровна Табуле́вич (урождённая Серге́ева; 20 апреля 1912, Фряново — 19 декабря 1987, Обнинск) — советский педагог, учительница химии, директор обнинской школы № 1 (1949 — 1960). Заслуженный учитель школы РСФСР (1953). Жена советского хозяйственного деятеля Иосифа Табулевича, мать кинорежиссёра Юрия Борецкого.

## Биография
Галина Сергеева родилась в 1912 году во Фрянове Московской губернии.
В 1932 году поступила в Киевский институт народного образования имени М. П. Драгоманова (с 1933 года — Киевский государственный университет) на специальность химик. В 1936 году закончила университет и начала работать химиком на военном складе № 64.
В 1935 году родила сына Юрия Борецкого.
С 1938 по 1940 была начальником лаборатории на том же военном складе.
С 1940 по 1948 работала в Госкомитете трудовых резервов старшим инженером, а позже начальником отдела ремесленных училищ Государственного комитета по электронной технике СССР.
В 1942 году вышла за муж за Иосифа Табулевича.
В 1948 году перешла на работу в систему Министерство просвещения. Была директором школы в Киеве.
С 1949 года работала директором обнинской школы № 1. При её активном участии школа № 1 получила новое здание, спортзал и теплицу. Ученики получили больше возможностей для учебной и внеклассной работы. Была инициатором идеи строительства нового здания школы на территории парка, рядом с водонапорной башней. В 1953 году получила звание Заслуженный учитель школы РСФСР. В январе 1954 года пригласила преподавать в школу № 1 уроки рисования и черчения Николая Громадского.
В 1960 году была назначена на должность старшего инженера отдела внешних связей Госкомитета Совета Министров по профтехобразованию, где работала до ноября 1962 года.
С ноября 1962 года по 1967 год работала начальником ОНТИ Физико-энергетического института.
В 1967 году вышла на пенсию. До конца жизни жила в Обнинске.
Умерла 19 декабря 1987 года в Обнинске. Похоронена на Кончаловском кладбище вместе с мужем и сыном.

### Семья
- Муж — Иосиф Титович Табулевич (1906—1994), советский хозяйственный деятель.
- Сын — Юрий Александрович Борецкий (1935—2003), советский и российский режиссёр, актёр.
  - Внук — Борецкий Олег Юрьевич (29 декабря 1963 — 7 июня 2020), советский и российский режиссёр, продюсер, актёр[5].
    - Правнук — Илья Олегович Борецкий (род. 1996) - маркетинговый директор Adsgram[5][6][7]